# Aas
Pour les articles homonymes, voir Aas.
Aas est une ancienne commune française du département des Pyrénées-Atlantiques. En 1861, la commune est absorbée par Eaux-Bonnes. Selon le recensement établi en 2019, la commune compte au total, incluant la population du village d'Assouste et celle des Eaux-Bonnes, 193 habitants.

## Géographie
Accroché sur les flancs de la montagne Verte, le village d'Aas fait face au massif du Gourzy et au pic de Ger, surplombant la commune de Laruns et le village d'Eaux-Bonnes.

## Toponymie
Le toponyme Aas apparaît sous les formes 
Aas et As (1328 pour les deux formes, traité d'Ossau - Val de Tena),
Haas (1343, hommages de Béarn), 
Ahas-en-Ossau (1384, notaires de Navarrenx), 
Saint-Laurent-d'Aas (1654, insinuations du diocèse d'Oloron), 
Aas (XVIIIe siècle, carte de Cassini) et 
Aast (1801, Bulletin des Lois).
Il a une racine basco-aquitaine aitz, pointe rocheuse.

## Histoire

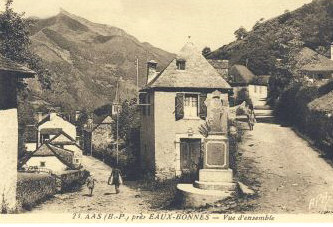
Entrée du village d'Aas vers 1910

En 1090, Aas comptait 15 feux. En 1385, 13 familles sont toujours répertoriées. Il faudra attendre l'essor d'Eaux-Bonnes à la fin du XIXe siècle  pour que le village atteigne une quarantaine de maisons et une dizaine de granges. 

Ses habitants étaient autrefois réputés  pour leur rudesse; on les surnommait en patois les « queyos », car on disait d'eux qu'ils avaient l'habitude d'accueillir les étrangers à coup de cailloux (ou « queyos » en occitan).

## Démographie
| 1793 | 1800 | 1806 | 1821 | 1831 | 1836 |
| ---- | ---- | ---- | ---- | ---- | ---- |
| 206  | 152  | 206  | 259  | 257  | 269  |

## Le pastoralisme

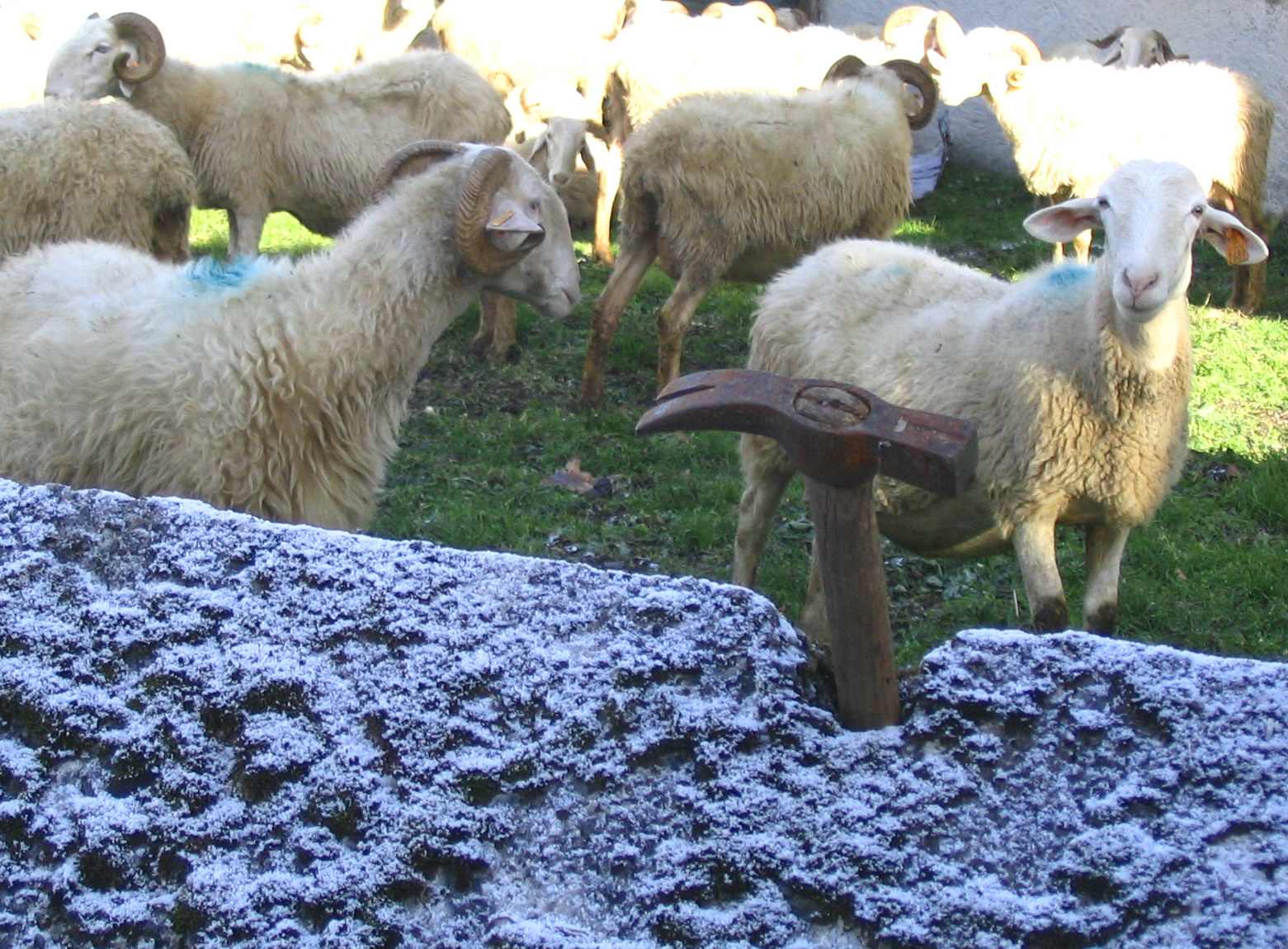
En juin, pour la devette, les vaches montaient les premières, suivies trois jours plus tard des brebis capables de raser l’herbe déjà broutée.

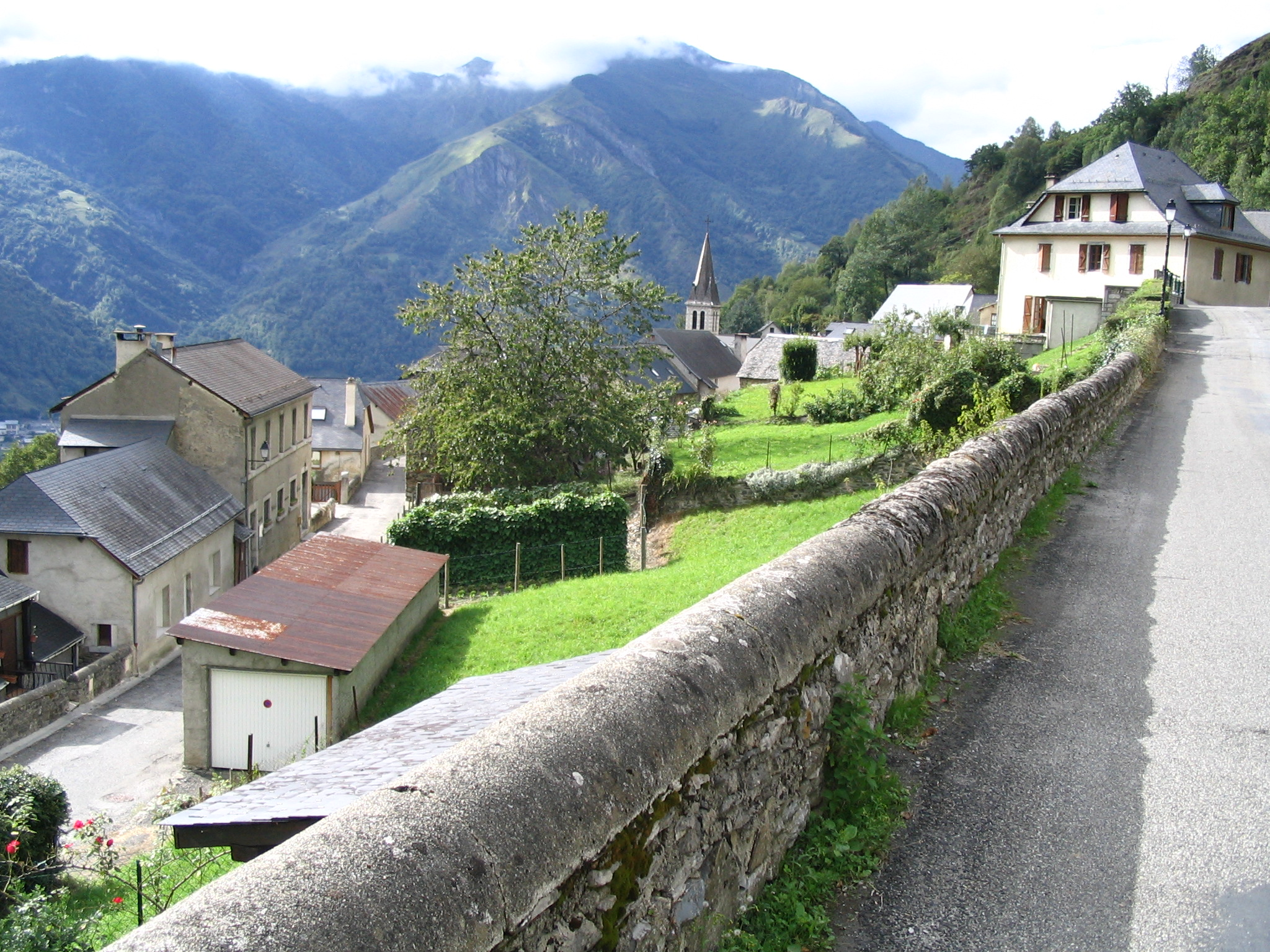
Le village d'Aas est situé sur un promontoire de la montagne Verte

En haute vallée d’Ossau, le terrain accidenté, l’altitude et les conditions climatiques ne permettent pas une culture de primeurs, de céréales, ou de légumes telle que l’on puisse la commercialiser.
Par contre les pâturages de la basse et de la haute montagne favorisent l’élevage de vaches et surtout de brebis et de chèvres capables de se contenter de l’herbe rase des hauteurs.

### La devette

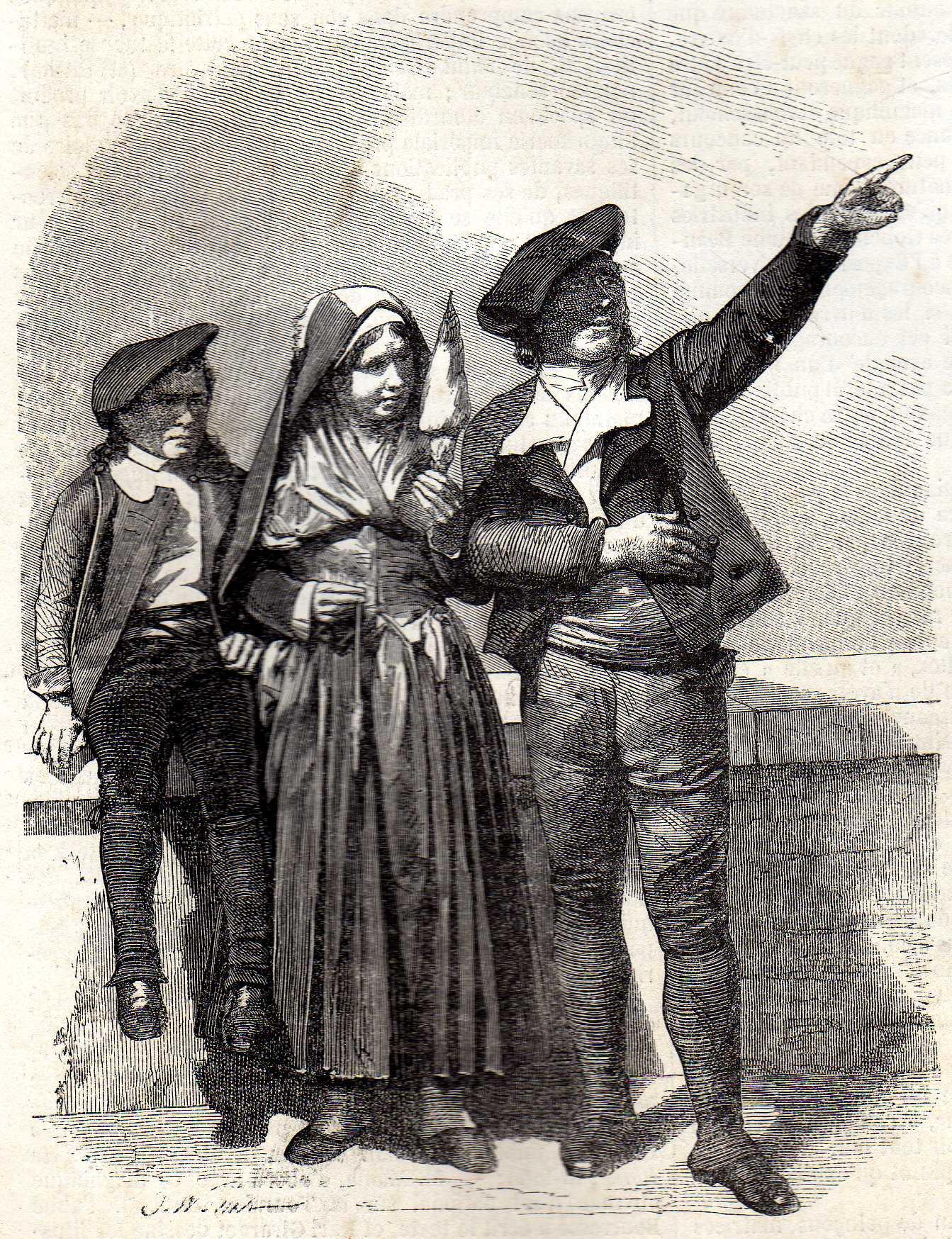
Montagnards de la vallée d'Ossau, L'Illustration, juillet 1855

La devette, c’est-à-dire le transit des bêtes de la basse à la haute montagne (plaine de Gourette et plateau de Ley) durant le mois de juin, leur retour de fin août à octobre et leur départ pour la plaine pour l’hiver, répondait de longue date à une nécessité économique.
Malgré l’importance réduite du cheptel, les prairies entourant le village ne pouvaient assurer à la fois l’alimentation des bêtes durant l’été et engranger le fourrage nécessaire au passage de l’hiver.
Le déplacement des troupeaux était de ce fait à la fois nécessaire et sévèrement organisé. Les dates étaient décidées par le conseil municipal afin d’éviter une montée trop précoce qui aurait détérioré les prairies d’altitude avant la repousse complète des herbages.
De juin à octobre, les bergers vivaient dans les cabanes de pierres sèches du plateau et consacraient leur temps à l’entretien du troupeau et à la production du fromage. Un troupeau moyen produisait 3 fromages par jour en juin et un par jour à partir de juillet.
Les bergers étaient ravitaillés par les gens du village qui s’occupaient de leur côté des moissons.
La devette a été abandonnée dans les années 1980 sur le territoire de la commune des Eaux-Bonnes.

### La transhumance
À la Toussaint, les troupeaux étaient conduits sur les pâturages de plaine pour y passer l’hiver, c’était la transhumance. Si la majorité des troupeaux s’arrêtaient au nord de Pau, sur la plaine du Pont-Long appartenant à la commune, certains continuaient jusqu’en Gironde, afin de nettoyer et de fertiliser le vignoble bordelais après les vendanges. Cela représentait une semaine de marche.
Au mois de juin suivant, les troupeaux remontaient vers le village pour une nouvelle devette.

## Les siffleurs

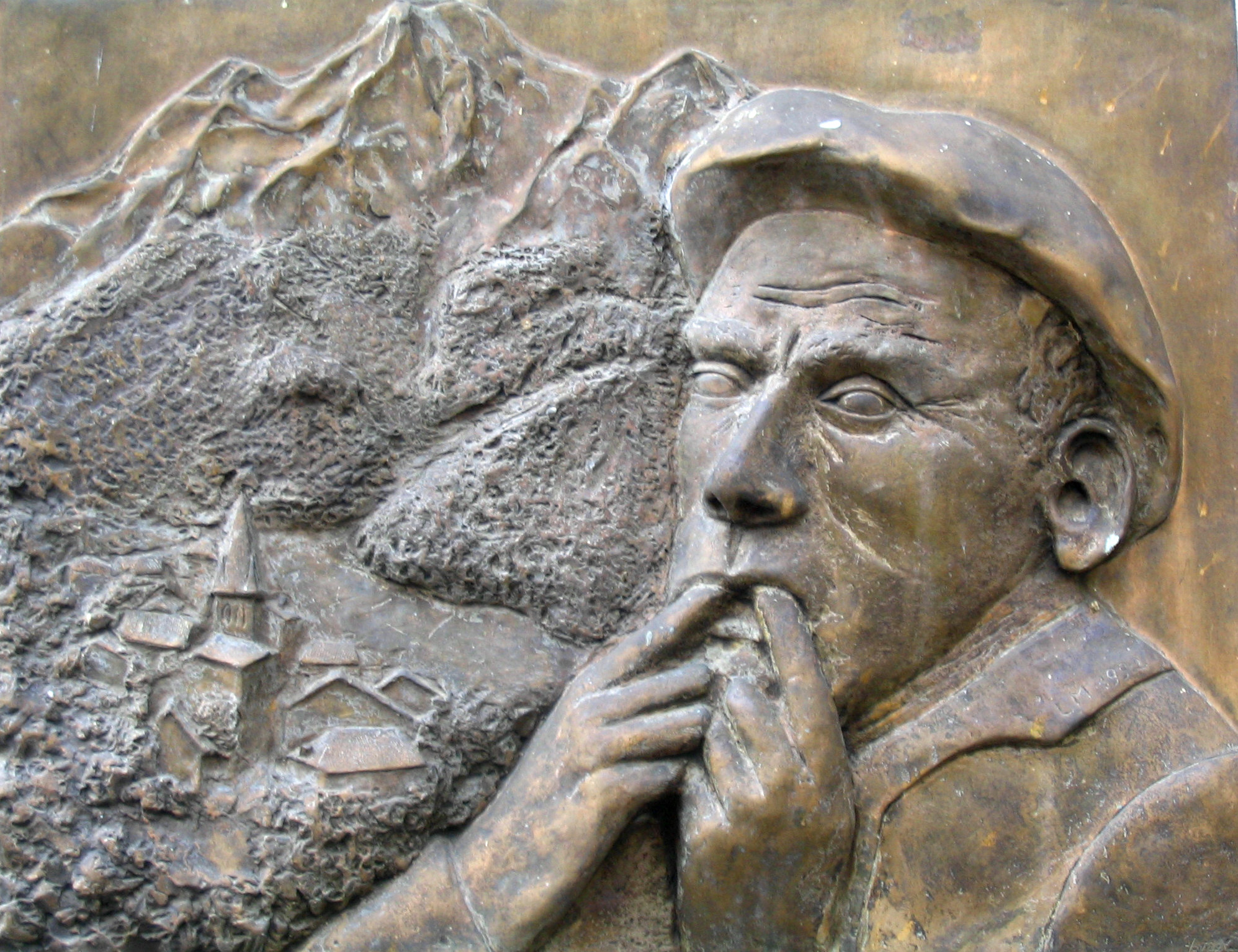
Plaque commémorative posée sur l'église d'Aas par Marcel Gilbert, René Guy Busnel et René Arripe - 1992

### Un langage sifflé
La topographie locale en vallées prononcées permet aux ondes sifflées une bonne propagation. Les habitants ont donc développé une modulation sifflée du béarnais, permettant une communication correcte entre les pâturages et le village, ou d'un flanc de vallée à un autre,. Guy Busnel (né 1915), acousticien et professeur à l’École Pratique des Hautes Études, documente ce langage sifflé en 1950. Il se construit autour de 4 voyelles : i, é, a, o et 4 consonnes : ke, ye, che, ge. Cette pratique s'est transmise de génération en génération pour répondre aux besoins du terrain. L'exode rural, puis l'apparition de nouvelles techniques de communication fit disparaitre cette pratique.

### Conservation
L'association Lo siular d’Aas, présidée par Philippe Biu et dotée d'une dizaine de membres, fait vivre cette pratique. Un cours animé par Philippe Biu a été ouvert à l'Université de Pau. L'association, le conseil régional, l'Université de Pau et des pays de l'Adour et le collège de Laruns via une classe bilingue français-occitan soutiennent la préservation de cette pratique,. Des projets de recherches et un portage de contenus sur supports numériques sont discutés.

## Pour approfondir